# Церква Різдва Пресвятої Богородиці (Орловський)
Церква Різдва Пресвятої Богородиці (рос. Церковь Рождества Пресвятой Богородицы) — православна церква у селищі Орловський Орловського району Ростовської області, Росія; Волгодонська і Сальська єпархія, Сальське благочиння.
Адреса: Ростовська область, Орловський район, селище Орловський, вулиця Комунальна, 76.

## Історія
У 1912 році в станиці Орловській був побудований Храм Різдва Пресвятої Богородиці, що являв собою молитовний будинок. Серед його парафіян було 15901 православних і 578 старообрядців. Молитовний будинок був закритий в 1939 році, але не зруйнований. Знову відкритий під час Великої Вітчизняної війни в 1942 році.
У вересні 1980 року настоятелем каплиці став отець Олексій (Сергошин), який переконав керівництво селища в необхідності косметичного ремонту будівлі. Тільки в листопаді 2000 року під його ж керівництвом було закладено фундамент нового, кам'яного храму, який будувався переважно на пожертви парафіян.
Основне будівництво почалося в 2003 році, освячений храм був 11 листопада 2004 року архієпископом Ростовським і Новочеркаським Пантелеїмоном. Остаточно добудований у 2006 році. У ньому встановлено 11 дзвонів, зроблених у Воронежі. Найбільший з них — Благовіст, важить 1260 кілограмів і відлитий на кошти, пожертвувані Адміністрацією Ростовської області.
Настоятель храму — протоієрей Олексій Сергошин.